# Temple du dieu de la ville

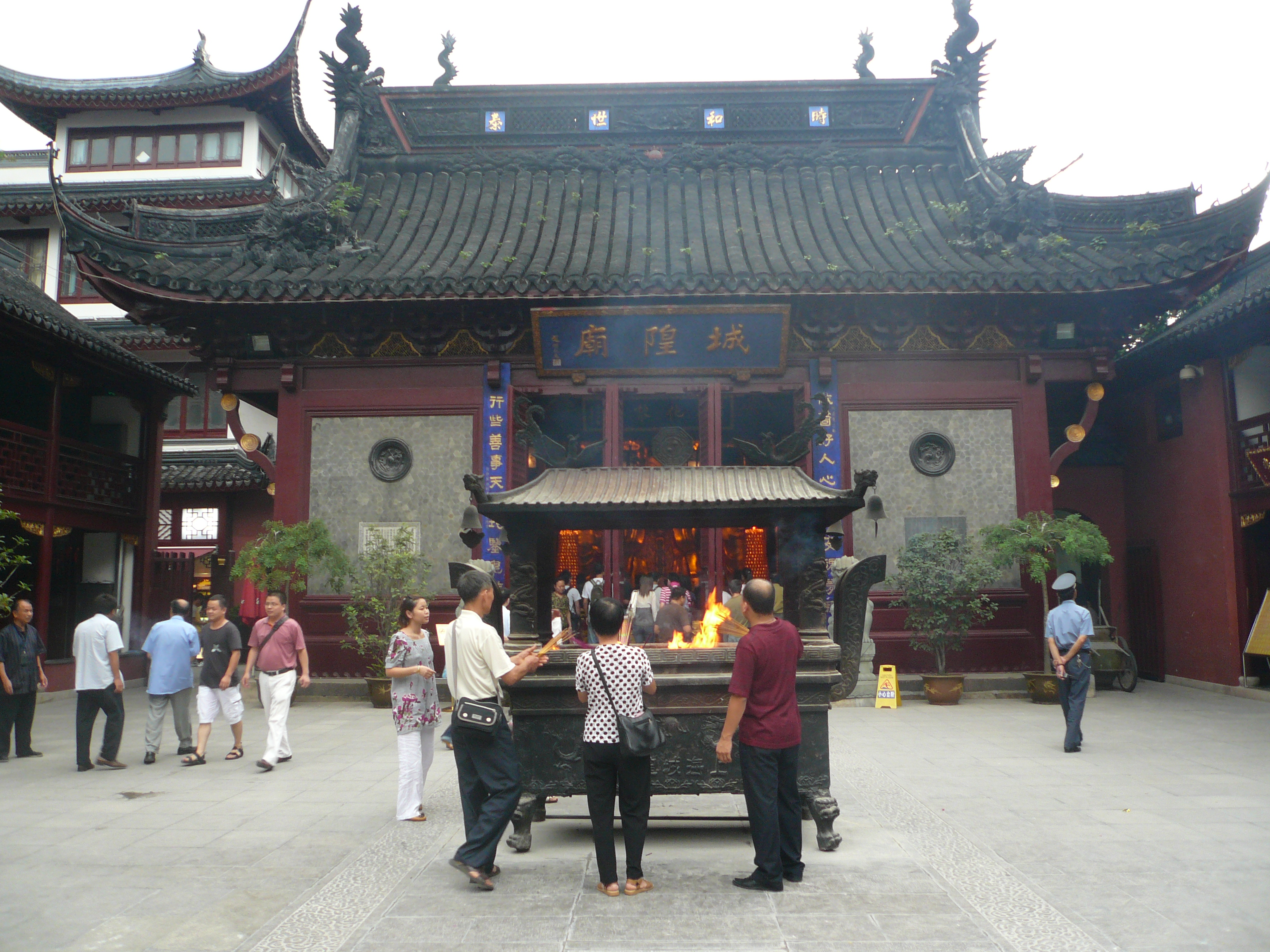
La salle principale du temple

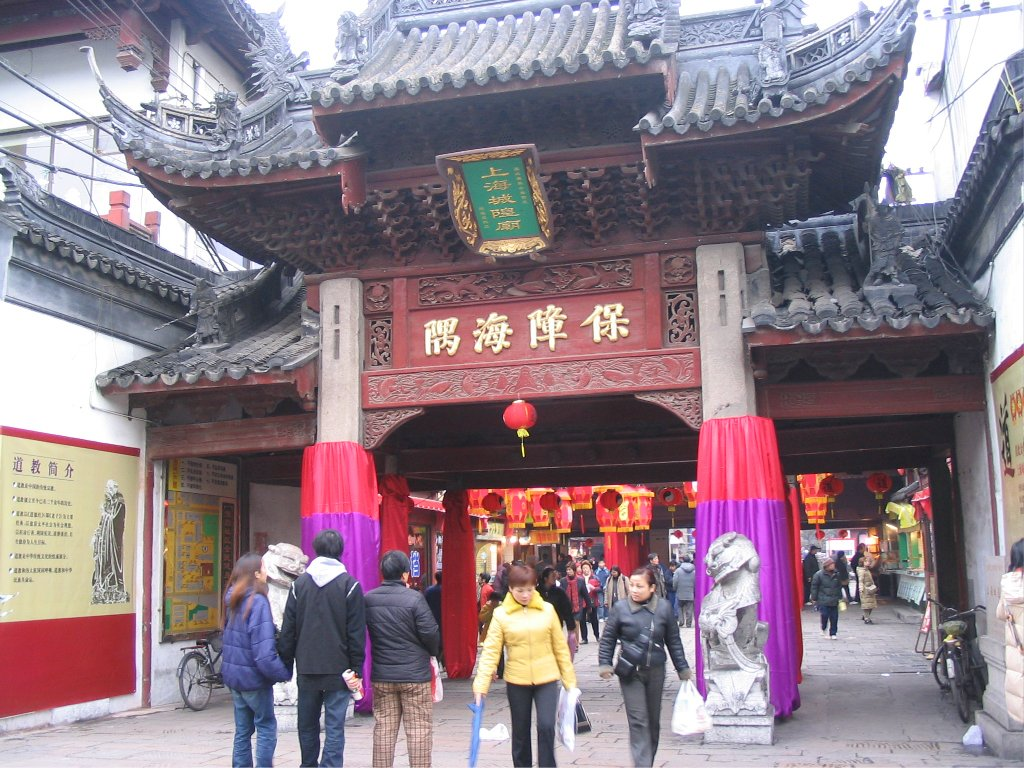
Porte adjacente au temple

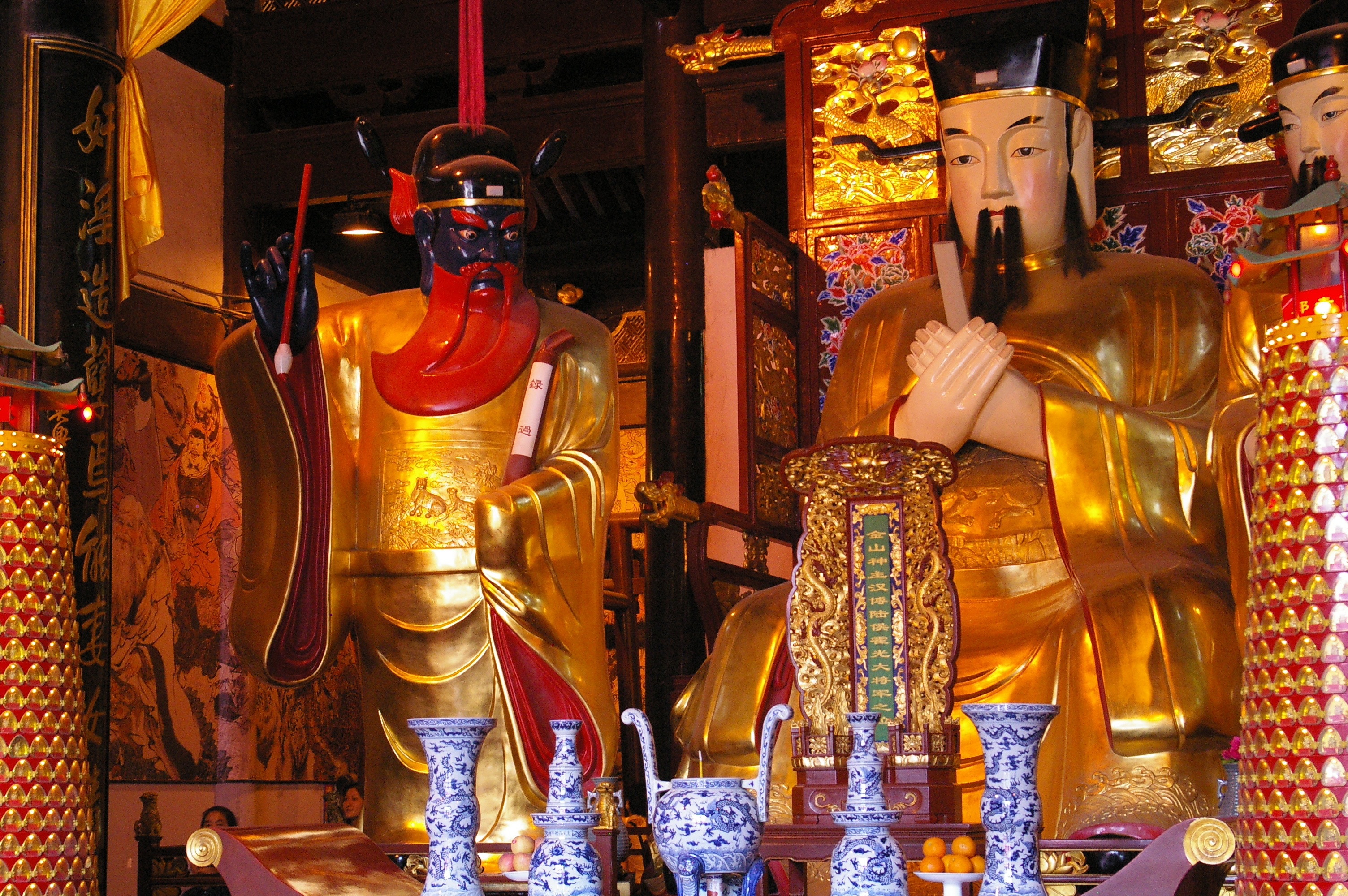
L'un des autels du temple

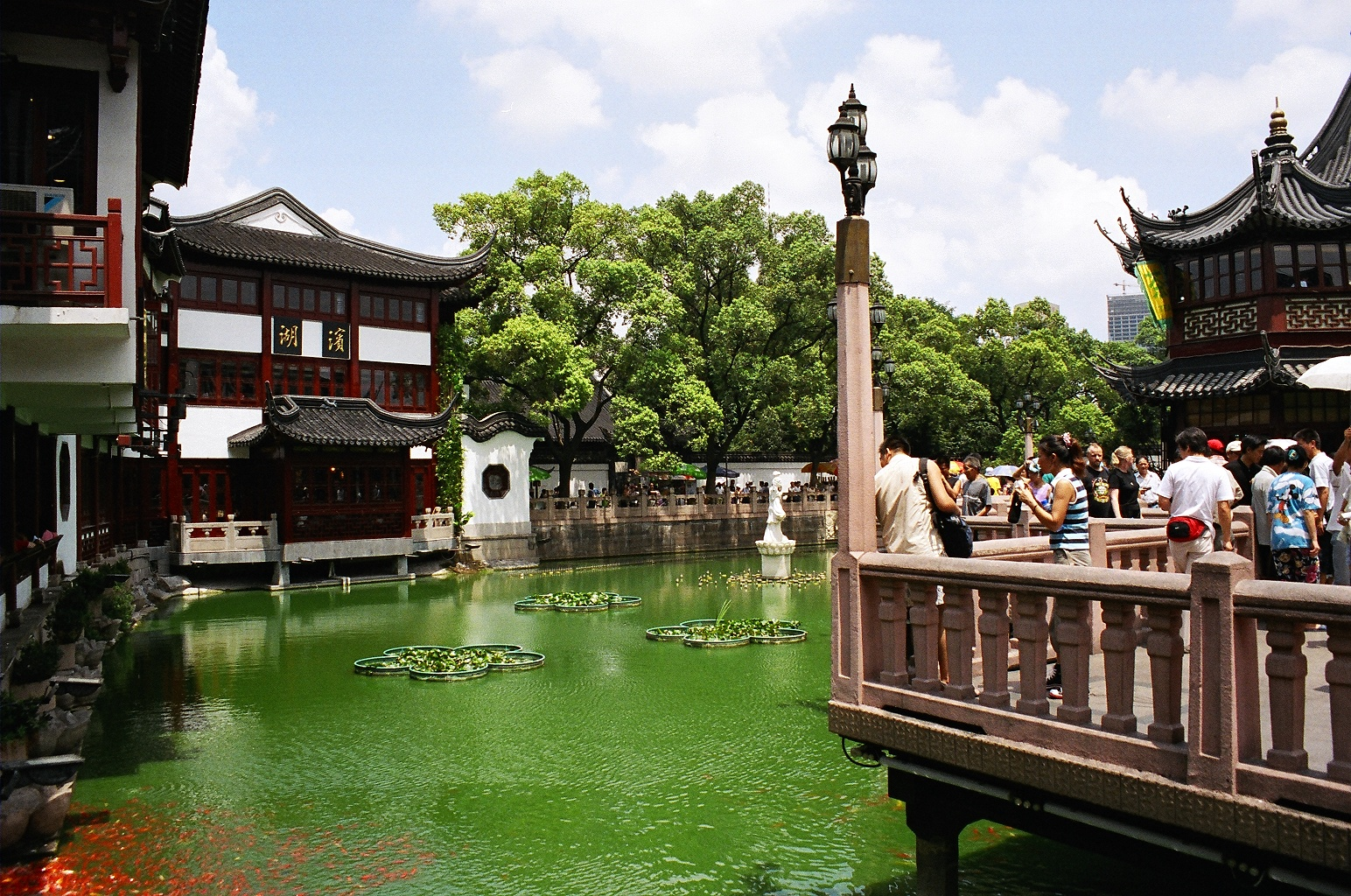
Pavillons et maisons de thé dans le même secteur

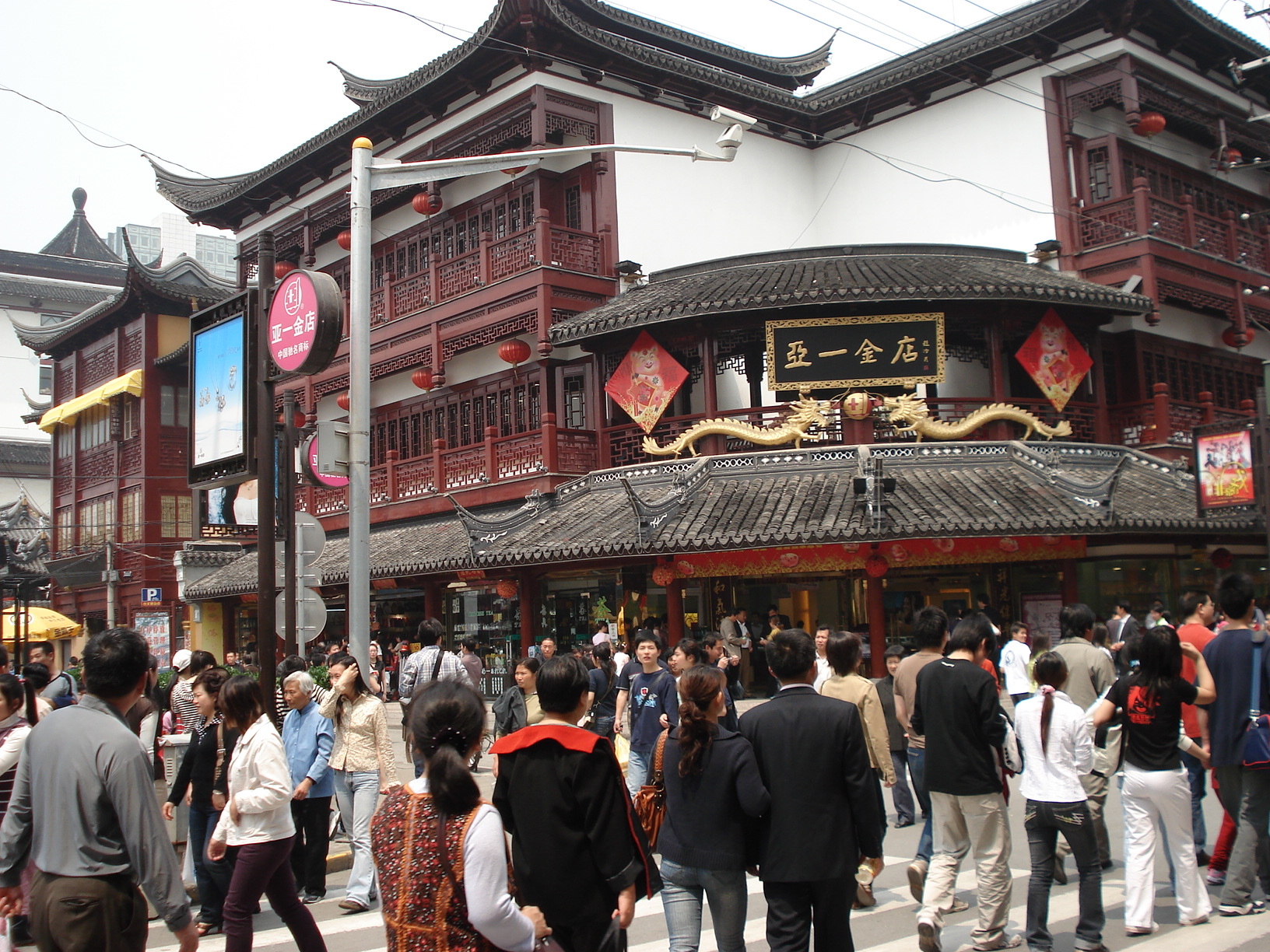
Les rues du quartier

Le temple du dieu de la ville ou Chenghuang Miao de Shanghai (城隍庙 (Chénghuángmiào)) forme le cœur de la vieille ville de Shanghai, en Chine. Aujourd'hui, le terme de « temple du dieu de la ville » ne se réfère plus uniquement au complexe du temple mais également au quartier traditionnel et commercial qui l'entoure. Il y a plus d'une centaine de boutiques et de magasins dans ce secteur dont la plupart des bâtiments sont centenaires. Le temple est relié au jardin Yu, un autre point d'intérêt de la ville.
On se réfère parfois au temple en utilisant l'expression « ancien temple du dieu de la ville », par opposition à un « nouveau temple du dieu de la ville », qui, lui, n'existe plus.

## À voir aussi
- Parc Gucheng